# حسین‌آباد (هلیل)
حسین‌آباد روستایی در دهستان هلیل بخش مرکزی شهرستان جیرفت استان کرمان ایران است.

## جمعیت
بر پایه سرشماری عمومی نفوس و مسکن در سال ۱۳۹۵ جمعیت این مکان ۳۲۹ نفر (۱۰۹خانوار) بوده‌است.